# 弗洛林·普鲁内亚
弗洛林·普鲁内亚（羅馬尼亞語：Florin Prunea，1968年8月8日—），罗马尼亚男子足球运动员，司职守门员。他曾代表罗马尼亚参加1994年和1998年国际足联世界杯，其中1994年世界杯止步八强，1998年世界杯止步十六强。